# Чарлс Бейкър (художник)
Чарлс Бейкър (1839, Ню Йорк, САЩ – 1888) е американски пейзажист от 19 век. Освен това той е и седлар, производител на оръжия, занимава се с внос и с производство на сребърни прибори. Бейкър излага свои творби в Националната академия за дизайн и в Американския художествен съюз. Той е един от основателите на известното художествено училище в Ню Йорк „Арт Лийг“.

## Занимания с живопис
Чарлс Бейкър работи в Ню Йорк по времето, когато се заражда движението Хъдсън ривър. Той създава идилични пейзажи на американската пустош и най-вече на Уайт маунтинс в Ню Хемпшир. Бейкър е силно повлиян от драматичните творби на Томас Коул и рисува в романтичен стил, силно свързан с естетическите идеи на Коул. Изкуствоведите предполагат, че той дори е направил няколко копия на картини на Коул.